# Репортёры без границ
Репортёры без грани́ц (РБГ) (фр. Reporters sans frontières; RSF) — международная неправительственная организация. Миссия организации, заявленная на её сайте: «Защита свободы прессы, журналистов и сетян во всём мире». Девиз организации: «Без свободной прессы ни об одной борьбе никогда не узнают». Организация борется против цензуры и за освобождение журналистов, находящихся в заключении из-за своей профессиональной деятельности. При этом организация опирается на параграф 19 Всеобщей декларации прав человека. Организация была основана в 1985 году в Монпелье, её центральный офис базируется в Париже.

## Деятельность

### Индекс свободы прессы
«Репортёры без границ» ежегодно публикует на своём веб-сайте Всемирный индекс свободы прессы.

### Барометр свободы прессы
«Репортёры без границ» ежегодно публикует «Барометр свободы прессы», в котором приводится число журналистов, вспомогательных сотрудников СМИ, сетян и гражданских журналистов, погибших или находившихся в заключении. Ниже представлены некоторые данные «Барометра»:
| Год            | 2002 | 2003 | 2004 | 2005 | 2006 | 2007 | 2008 | 2009 | 2010 | 2011 | 2012 | 2013 |
| -------------- | ---- | ---- | ---- | ---- | ---- | ---- | ---- | ---- | ---- | ---- | ---- | ---- |
| Журналисты     | 25   | 43   | 63   | 64   | 84   | 87   | 61   | 75   | 58   | 67   | 89   | 23   |
| Сотрудники СМИ | 4    | 3    | 16   | 5    | 32   | 22   | 1    | 1    | 1    | 2    | 6    | 1    |
| Сетяне         | 0    | 0    | 0    | 0    | 0    | 0    | 0    | 0    | 0    | 4    | 48   | 9    |

Подобные отчёты публикуются также Международной федерацией журналистов (МФЖ) и Международным институтом прессы (МИП), однако их данные могут отличаться от данных РБГ.

### «Враги свободы прессы»
Раз в несколько лет (например, в 2013, 2016 и 2021 годах) «Репортёры без границ» выпускают список «врагов свободы прессы». В 2021 году этот список включает следующих людей:
- Абдул-Фаттах Ас-Сиси, Египет
- Александр Лукашенко, Белоруссия
- Али Хаменеи, Иран
- Башар Асад, Сирия
- Виктор Орбан, Венгрия
- Владимир Путин, Россия
- Готабая Раджапакса, Шри-Ланка
- Гурбангулы Бердымухамедов, Туркмения
- Даниэль Ортега, Никарагуа
- Жаир Болсонару, Бразилия
- Ильхам Алиев, Азербайджан
- Имран Хан, Пакистан
- Исайяс Афеворки, Эритрея
- Исмаил Гелле, Джибути
- Йовери Мусевени, Уганда
- Ким Чен Ын, КНДР
- Кэрри Лам, Гонконг
- Ли Сяньлун, Сингапур
- Мигель Диас-Канель, Куба
- Мин Аун Хлайн, Мьянма
- Нарендра Моди, Индия
- Мухаммед Аль Сауд, Саудовская Аравия
- Нгуен Фу Чонг, Вьетнам
- Николас Мадуро, Венесуэла
- Поль Бийя, Камерун
- Поль Кагаме, Руанда
- Прают Чан-Оча, Таиланд
- Рамзан Кадыров, Россия
- Реджеп Эрдоган, Турция
- Родриго Дутерте, Филиппины
- Сальваторе Киир, Южный Судан
- Си Цзиньпин, Китай
- Теодоро Мбасого, Экваториальная Гвинея
- Хамад Аль Халифа, Бахрейн
- Хун Сен, Камбоджа
- Шейх Хасина, Бангладеш
- Эмомали Рахмон, Таджикистан

### Другая деятельность
С 1992 года «Репортёры без границ» вручают премию за свободу прессы — изначально награждали одного человека, с 2003 года у премии 3-4 лауреата, среди которых как люди, так и СМИ.
12 марта 2015 года, во Всемирный день борьбы с цензурой в интернете, организация «Репортёры без границ» начала кампанию Collateral Freedom («Залог свободы»), в рамках которой были созданы зеркала девяти сайтов, запрещённые властями 11 стран (России, Казахстана, Узбекистана, Туркмении, Китая, Кубы, Ирана, Вьетнама, ОАЭ, Бахрейна и Саудовской Аравии). Технология основана на схеме противодействия цензуре в Китае, а зеркала размещёны на серверах таких интернет-гигантов, как Amazon, Microsoft и Google, в связи с чем заблокировать зеркала довольно сложно. Из запрещённых российских сайтов избран Грани.ру. Организация намерена обеспечивать работу зеркал несколько месяцев.

### Деятельность в России
В отчёте за 2005 год организация обратила внимание на убийство в России главного редактора журнала Forbes на русском языке Пола Хлебникова. Спустя год после убийства прокуратура закрыла расследование и заявила, что «заказал» Хлебникова чеченский полевой командир Хож-Ахмед Нухаев.
Организация осудила закрытие ивановской интернет-газеты «Курсив» и возбуждение уголовного дела ст. 319 УК РФ «Оскорбление представителя власти» в отношении главного редактора газеты Владимира Рахманькова из-за публикации 18 мая 2006 года статьи «Путин как фаллический символ». По мнению правозащитников, сайт закрыли в результате давления со стороны местных властей, а действия провайдера свидетельствуют о том, что интернет-издания в России вынуждены работать в атмосфере страха.
В заявлении организации «Репортёры без границ» указывали на то, что предъявленные журналисту обвинения безосновательны, следствие — непрозрачно, а также на тот факт, что доступ к изданию был закрыт без решения суда. Версию провайдера о том, что издание было закрыто за долги, «Репортёры без границ» сочли не соответствующей действительности. Сам Рахманьков был признан виновным по вышеуказанной статье УК 9 января 2007 года Ивановским областным судом.
В апреле 2024 года, на фоне российского вторжения на Украину, «Роскомнадзор» заблокировал сайт организации «Репортёры без границ». 14 августа 2025 года Генпрокуратура внесла организацию в реестр «нежелательных».

## Финансирование
Согласно финансовым отчётам организации за 2022 год, её доходы составили более €8 000 000. Большая часть бюджета, 52%, поступает от правительственных организаций, еще 22% происходит от частных групп, таких как Sanofi-Aventis, Франсуа Пино, Fondation de France, Институт Открытое Общество Джорджа Сороса, Sigrid Rausing Trust, Benetton, Center for a Free Cuba (который пожертвовал €64 000 в 2002 году). Кроме того, Saatchi & Saatchi проводила многие общественные кампании РбГ бесплатно (например о цензуре в Алжире). 12% бюджета поступает от коммерческой активности.
Даниэль Жункуа, вице-президент французского отдела RSF (а также вице-президент НПО Les Amis du Monde diplomatique), утверждает, что получаемое от Национального фонда демократии финансирование, которое достигает суммы €35,000, не влияет на беспристрастность организации. Китайский веб-сайт организации получает финансовую поддержку от Тайваньского фонда за демократию, проправительственной организации, финансируемой министерством иностранных дел Китайской Республики.
Как сказано на сайте организации, книги, издаваемые «Репортёрами без границ», продаются во французских киосках и супермаркетах Fnac, Carrefour, Casino, Monoprix и Cora, на веб-сайтах alapage.com, fnac.com и amazon.fr, а также A2Presse и более чем в 300 книжных магазинах по всей Франции.
Журналист Салим Ламрани подсчитал, что RSF должна была продать 170 200 книг в 2004 и 188 400 в 2005 году, чтобы заработать более $2 миллионов, заявленных организацией в виде дохода[нужен лучший источник]. В действительности продажи книг RSF составили в 2007 году $230,000.

## Критика

### Основатель РБГ Робер Менар
Робер Менар, секретарь РБГ в течение 20 лет, подтвердил, что они получали финансовую поддержку от Национального фонда демократии (НДФ), организации связанной с правительством США. Источник подозревает НДФ во вмешательстве во внутренние дела зарубежных стран, и поэтому считает его финансирование неприемлемым для РБГ.

### Связи с западными спецслужбами
В статье Джона Чериана в индийском журнале левого направления Frontline утверждалось, что RSF «обладает репутацией имеющей тесные связи с западными разведывательными спецслужбами» и «Куба называла Робера Менара главой группы по связям с ЦРУ». Организация отвергла обвинения Кубы.

### Антикубинская деятельность
RSF крайне остро критиковала положение со свободой прессы на Кубе, описывая кубинское правительство как «тоталитарное» и прямо участвуя в кампаниях против него. Парижский суд (tribunal de grande instance) обязал RSF выплатить 6000 евро дочери и наследнице Альберто Корда за несогласие с решением суда от 9 июля 2003 года о запрете использования агентством знаменитой (и защищённой авторским правом) фотографии Эрнесто Че Гевара в берете, сделанной на похоронах жертв взрыва La Coubre. RSF заявила, что фото было «заменено», чтобы не вызвать более жёсткого приговора. На лицо Че Гевары был наложен снимок, сделанный в мае 1968 года агентом полиции по борьбе с беспорядками CRS и открытку раздавали в аэропорту Орли туристам, отбывающим рейсами на Кубу. Дочь Корда заявила газете Гранма, что «Репортёры без границ могли бы назвать себя Репортёрами без принципов». Под руководством Робера Менара RSF также ворвались в Кубинский туристический офис в Париже 4 апреля 2003 года, прервав его работу примерно на 4 часа. 24 апреля 2003 года RSF организовала демонстрацию снаружи кубинского посольства в Париже.
RSF описывается как «ультра-реакционная» организация в газете Гранма, официальном органе ЦК Компартии Кубы. В 2005 году журналистка Диана Барахона критиковала РБГ за факт финансирования со стороны организации «Центр за свободную Кубу». РБГ заявила, что перестала получать финансирование от Центра в 2008 году. RSF также богато финансировалась другими институциями, недружелюбно настроенными по отношению к правительству Фиделя Кастро, включая Международный республиканский институт.

### Гаити
В 2004 году «Репортёры без границ» выпустили годовой отчёт по Гаити, описывающий «атмосферу террора» и постоянных нападений, которым подвергаются критически настроенные по отношению к президенту Аристиду журналисты.
Американский журналист, специализирующийся в области прав человека, Кевин Пайна, который был арестован во время правления Жерара Латортю, сказал о RSF:
Уже давно ясно, что RSF и Робер Менар играют на Гаити не роль защитников свободы прессы, а главную роль в том, что может быть описано как кампания дезинформации против правительства Аристида. Их попытки связать Аристида с убийством Жана Доминика и последующее молчание, когда обвиняемый в убийстве сенатор Дани Туссен присоединился к лагерю противников Аристида и участвовал в президентских выборах 2006 года, это только один из многих примеров того, что представляет собой настоящая природа и роль организаций, подобных RSF. Они предоставляют ложную информацию и подтасованные отчёты, чтобы выстроить внутреннюю оппозицию правительствам, неподконтрольным и неудобным Вашингтону, чтобы облегчить последующее их устранение под предлогом притеснений свободы прессы [нужен лучший источник]

### Венесуэла
Le Monde diplomatique критиковала позицию RSF по отношению к правительству Уго Чавеса в Венесуэле, особенно во время попытки переворота 2002 года. В своё оправдание Робер Менар заявил, что RSF также осудила поддержку венесуэльской прессой попытки переворота. RSF также критиковали за поддержку ложной версии событий Globovision во время землетрясения 2009 года, когда она утверждала, что Globovision «преследовалась правительством и властями.»